# 越後亮三
越後 亮三（えちご りょうぞう、1937年- ） は、日本の機械工学者。東京工業大学名誉教授。元芝浦工業大学副学長。元日本伝熱学会会長。元エネルギー・資源学会副会長。

## 人物・経歴
1960年東京工業大学理工学部機械工学科卒業。1962年東京工業大学大学院理工学研究科修士課程を修了し工学部助手。1963年東京大学大学院工学研究科博士課程入学、1966年修了、工学博士。
1966年九州大学工学部応用原子核工学教室講師、1967年同助教授、1977年同教授、1981年東京工業大学工学部機械工学科教授（1996年京都大学大学院エネルギー科学研究科教授併任）、1997年同名誉教授。1997年芝浦工業大学教授を経て副学長。
1982年Int. J. Heat and Mass TransferのAssociate Editor。1986年Int. Centre for Heat and Mass Transfer理事。1991年日本機械学会熱工学部門長。1996年日本伝熱学会会長。1997年エネルギー・資源学会副会長。

## 受賞など
- 1984年日本機械学会論文賞[9]
- 1991年中部発明表彰[10]・名古屋市長賞
- 1991年度日本伝熱学会学術賞[11]。
- 1999年日本機械学会熱工学部門功績賞[12]。
- 2000年度日本機械学会熱工学部門永年功績賞[13]。
- 2003年度日本燃焼学会功労賞[14]。